# 1433
1433 (MCDXXXIII) a fost un an comun al calendarului iulian, care a început într-o zi de joi.

## Nașteri
- Ș

## Decese
- dată necunoscută: Zheng He explorator (n. 1371)
- 14 august: Ioan I al Portugaliei  (n. 1357)
- 14 aprilie: Liduina din Schiedam Sfântă catolică neerlandeză (n. 1380)
- dată necunoscută: Ringala  (n. 1367)